# Ниими
Ниими (яп. 新見市 Ниими-си) — город в Японии, находящийся в префектуре Окаяма. Площадь города составляет 793,27 км², население — 31 613 человек (1 августа 2014), плотность населения — 39,85 чел./км².

## Географическое положение
Город расположен на острове Хонсю в префектуре Окаяма региона Тюгоку. С ним граничат города Манива, Такахаси, Сёбара, посёлки Хино, Нитинан и село Синдзё.

## Население
Население города составляет 31 613 человек (1 августа 2014), а плотность — 39,85 чел./км². Изменение численности населения с 1980 по 2005 годы:
| 1980 | 44 882 чел. |  |
| 1985 | 44 019 чел. |  |
| 1990 | 42 264 чел. |  |
| 1995 | 39 891 чел. |  |
| 2000 | 38 492 чел. |  |
| 2005 | 36 073 чел. |  |

## Символика
Деревом города считается Chamaecyparis obtusa, цветком — рододендрон, птицей — Cettia diphone.